# Ovsjanki
Ovsjanki (russisk: Овсянки) er en russisk spillefilm fra 2010 af Aleksej Fedortjenko.

## Medvirkende
- Igor Sergejev som Sergejev
- Jurij Tsurilo som Miron Kozlov
- Julija Aug som Tanja
- Viktor Sukhorukov som Vsevolod
- Vjatjeslav Melekhov